# ريتشارد إف. بيدرسن
ريتشارد إف. بيدرسن (بالإنجليزية: Richard F. Pedersen)‏ هو محامي ودبلوماسي أمريكي، ولد في 21 فبراير 1925 في ميامي في الولايات المتحدة، وتوفي في 11 يوليو 2011.